# Jean Wyllys
Jean Wyllys de Matos Santos (ur. 10 marca 1974 w Alagoinhas) – brazylijski polityk i dysydent.
Urodzony 10 marca 1974 w Alagoinhas. Z zawodu dziennikarz i wykładowca akademicki, absolwent literatury i językoznawstwa. W 2005 r. był finalistą lokalnej edycji programu „Big Brother”, w którym jako pierwszy przyznał się do homoseksualizmu. Od 2011 do 2019 r. deputowany do parlamentu Brazylii ze stanu Rio de Janeiro, jedyny zdeklarowany gej w składzie tej izby. W 2011 r. zainicjował ogólnokrajową kampanię na rzecz równouprawnienia małżeństw homoseksualnych, który zakończyła się zrównaniem małżeństw jednopłciowych. W wyborach w 2014 r. uzyskał siódmy najlepszy wynik indywidualny w kraju. Rok później brytyjski magazyn The Economist umieścił go na liście 50 najważniejszych osób zajmujących się obroną różnorodności. Po zamordowaniu Marielle Franco ogłosił rezygnację z mandatu i z obawy o własne bezpieczeństwo polityk zdecydował się na emigrację.